# Лобское (деревня)
Ло́бское — деревня в составе Повенецкого городского поселения Медвежьегорского района Республики Карелия Российской Федерации.

## Общие сведения
Расположена на берегу озера Лобское, вблизи автодороги Медвежьегорск—Пудож.

## Население
| 2002 | 2010 | 2013 |
| ---- | ---- | ---- |
| 8    | ↘5   | ↘4   |